# 増渕樹
増渕 樹（ますぶち たつき、1982年10月5日 - ）は栃木県出身の日本の柔道家。90kg級と100kg級の選手。身長185cm。得意技は内股。

## 経歴
柔道は10歳の時に西那須野少年柔道教室で始めた。三島中学から白鷗大足利高校に進むと、2年と3年の時にはインターハイ90kg級に出場するも、ともに初戦で敗れた。2001年に東海大学へ進むと、1年の時には全日本ジュニアで優勝を飾った。2年の時には体重別団体で優勝した。3年の時には学生体重別で2位となった。4年の時には学生体重別で優勝すると、優勝大会でもチームの優勝に貢献した。さらには、体重別団体でも優勝を果たした。2005年には旭化成の所属となると、選抜体重別で3位に入った。2006年の東アジア選手権では3位にとどまった。2007年の選抜体重別では決勝で会社の5年先輩である斎藤制剛を破って優勝を飾った。講道館杯では決勝で斉藤に敗れて2位だった。嘉納杯では3位になった。2008年の実業個人選手権では決勝で斉藤を破って優勝した。東アジア選手権でも優勝を飾った。2011年には階級を100kg級に上げると、実業個人選手権で優勝を飾った。講道館杯では決勝で大学の後輩である東海大学2年の羽賀龍之介に技ありで敗れて2位だった。2013年には実業個人選手権で優勝すると、講道館杯でも31歳にして優勝を成し遂げた。2014年には実業個人選手権で2年連続4度目の優勝を飾ると、講道館杯では3位になった。2015年の選抜体重別では3位だったが、初戦で大学の後輩である東海大学2年のウルフ・アロンを豪快な内股で破った。

## 主な戦績
90kg級での戦績
- 2001年 -　全日本ジュニア　優勝
- 2002年 -　体重別団体　優勝
- 2003年 -　学生体重別　2位
- 2004年 - ベルギー国際　3位
- 2004年 -　優勝大会　優勝
- 2004年 -　学生体重別　優勝
- 2004年 -　体重別団体　優勝
- 2005年 -　選抜体重別　3位
- 2006年 - オーストリア国際　3位
- 2006年 - 東アジア選手権　3位
- 2007年 -　選抜体重別　優勝
- 2007年 -　講道館杯　2位
- 2007年 -　嘉納杯　3位
- 2008年 -　実業個人選手権　優勝
- 2008年 - 東アジア選手権　優勝
- 2008年 -　講道館杯　3位
- 2008年 -　嘉納杯　7位
- 2009年 -　実業個人選手権　3位
- 2010年 -　実業個人選手権　2位

100kg級での戦績
- 2011年 -　実業個人選手権　優勝
- 2011年 -　講道館杯　2位
- 2013年 -　実業個人選手権　優勝
- 2013年 -　講道館杯　優勝
- 2014年 -　実業個人選手権　優勝
- 2014年 -　講道館杯　3位
- 2015年 -　選抜体重別　3位

(出典、JudoInside.com)